# Rolón
Rolón é um município da província de La Pampa, na Argentina.